# Жетулью-Варгас (Ріу-Гранді-ду-Сул)
Жетуліу-Варгас (порт. Getúlio Vargas) — муніципалітет в Бразилії, входить до складу штату Ріу-Гранді-ду-Сул. Є складовою частиною мезорегіону Північний захід штату Ріу-Гранді-ду-Сул. Входить до економічно-статистичного мікрорегіону Ерешин. Населення становить 16 095 чоловік (станом на 2006 рік). Займає площу 286,564 км².
Місто засновано 18 грудня 1934 року.
| Бразилія | Це незавершена стаття з географії Бразилії. Ви можете допомогти проєкту, виправивши або дописавши її. |

1. 1 2 3 4 5 6 7  OpenStreetMap — 2004.